# Municipio de Harvey (Dakota del Norte)
El municipio de Harvey (en inglés: Harvey Township) es un municipio ubicado en el condado de Cavalier en el estado estadounidense de Dakota del Norte. En el año 2010 tenía una población de 32 habitantes y una densidad poblacional de 0,34 personas por km².

## Geografía
El municipio de Harvey se encuentra ubicado en las coordenadas 48°50′30″N 98°16′8″O / 48.84167, -98.26889. Según la Oficina del Censo de los Estados Unidos, el municipio tiene una superficie total de 93.01 km², de la cual 92,62 km² corresponden a tierra firme y (0,41 %) 0,39 km² es agua.

## Demografía
Según el censo de 2010, había 32 personas residiendo en el municipio de Harvey. La densidad de población era de 0,34 hab./km². De los 32 habitantes, el municipio de Harvey estaba compuesto por el 87,5 % blancos, el 9,38 % eran amerindios, el 3,13 % eran asiáticos. Del total de la población el 0 % eran hispanos o latinos de cualquier raza.